# Гауерит
Гауерит — сульфідний мінерал марганцю з хімічною формулою MnS2. Він утворює червонувато-коричневі або чорні октаедричні кристали зі структурою піриту, і зазвичай зустрічається в асоціаціях з сульфідами інших перехідних металів, таких як рамбергіт. Мінерал утворюється в умовах низьких температур, у багатих на сірку середовищах, пов'язаних із фумаролами та відкладами солі в поєднанні з самородною сіркою, реальгаром, гіпсом і кальцитом.
Гауерит був відкритий в Австро-Угорщині в Калінці (тепер село Вігляшська Гута-Калинка), у родовищі сірки поблизу Детви на території сучасної Словаччини в 1846 році та названий на честь австрійських геологів Йозефа Ріттера фон Гауера (1778—1863) і Франца Ріттера фон Гауера (1822—1899).
Зареєстровані знахідки в Техасі, в Уральських горах та на Сицилії.
В умовах високого тиску (P>11 ГПа) гауерит зазнає значного колапсу в об'ємі елементарної комірки (22 %), що спричинено переходом між спіновими станами.